# Agustín Contreras
Agustín Contreras (Poveda de la Obispalía (Conca), 1678 - Còrdova, 1754) fou un compositor barroc i mestre de capella i destacat, conegut per dirigir la música de la Catedral de Còrdova durant més de quatre dècades i per la seva notable producció musical, tant religiosa com secular.

## Vida
Agustí (de) Contreras va néixer a Poveda de la Obispalía, una població situada al municipi d’Altarejos, a la província de Conca. La seva formació musical es va iniciar com a escolà del cor de la Catedral de Sigüenza, on va ingressar el 13 de maig de 1689 sota la tutela del mestre Pedro Ventura Enciso. L’any 1695, va aconseguir una almoina que li va permetre traslladar-se a Madrid, on va romandre fins al 1706. Tot i que no es coneixen en detall les activitats que hi va dur a terme, es té constància que va establir relacions properes i cordials amb els músics de la Capella Reial de Madrid, entre ells el mestre de capella Sebastián Durón. Aquests contactes li serien de gran ajuda més endavant per reclutar músics per a la seva capella a Còrdova.
Va ser nomenat mestre de capella de la catedral de Còrdova el 21 de juny del 1706, en substitució del mestre Juan Pacheco Montión (segle XVII - 1706). Durant els 44 anys que Agustí Contreras va exercir com a mestre de capella a Còrdova, només va tornar a la seva terra natal, Conca, en tres ocasions. En cadascun d’aquests viatges, el capítol catedralici li va encomanar la tasca de reclutar cantors i músics. En una d’aquestes visites, va portar amb ell tres dels seus nebots, als quals va formar a les seves pròpies despeses. L’any 1711, també es va desplaçar a Jaén per participar en les oposicions del mestre de capella i el sochantre d’aquella catedral.
El 1734, un incendi va arrasar el Reial Alcàsser de Madrid, destruint també el valuós arxiu musical que s'hi conservava. En aquest context, Francisco Courcelle, encarregat de recuperar partitures per a la nova capella, es va posar en contacte amb Contreras per obtenir algunes de les seves obres. Aquest fet evidencia el reconeixement que tenia el mestre, qui en aquell moment dirigia un conjunt d’uns 40 músics a Còrdova, incloent cantors, instrumentistes i nens del cor. A més, Contreras es va posicionar a favor de Francisco Valls en la controvèrsia al voltant de la Missa Scala Aretina, situant-se al costat dels compositors que adoptaven les influències musicals procedents d’Itàlia.
A partir del 1749, es va començar a notar el deteriorament de la salut de Contreras, afectat per paràlisi, fet que va portar el capítol catedralici a buscar una solució l’any 1751. Finalment, es va nomenar el tenor i segon mestre, Joan de Peñafiel, com a substitut en les tasques de mestre de capella, excepte en la composició d’obres noves. No obstant això, Contreras tampoc podia continuar component des de casa, i per aquest motiu va sol·licitar la seva jubilació, que es va formalitzar el 22 de desembre de 1751. Després de la seva retirada, es va generar una disputa al capítol per alguns pagaments pendents que el mestre no havia efectuat durant els seus anys de servei. Aquest conflicte no es va resoldre mai del tot.
Finalment, després de diverses absències degudes a la seva delicada salut, Agustí Contreras va morir a Còrdova el 22 de desembre de 1751.
Va posar música a una gran quantitat de nadales, des de 1709 fins a 1751. Va ser conegut així mateix per la seva participació en la polèmica suscitada sobre si l'espècie menor estava ben o mal utilitzada; juntament amb altres mestres, polemitzà amb el sotsxantre de Cartagena, Francisco Hortador, un tríton Fa-Si bemoll que Contreras considerava que destruïa l'essència del cant gregorià; i amb el mestre de capella Francesc Valls i Galan en relació amb si unes quartes de determinada composició eren dissonants o no.

## Obres
Es conserven 63 obres a l'arxiu catedralici de Còrdova (salms, misses i motets), escrites tant en notació antiga com en moderna: encara que 15 son de dubtosa autoria. Algunes:
- Tres conjunts de vespres a sis veus;
- Beatus vir, salm a cinc veus;
- Laudate Dominum, salm a cinc veus;
- dos misereres a 14 i 15 veus;
- Ego enim, motet a sis veus.

També conservem obres en altres arxius espanyols, com ara a la Capella Reial de Granada, la Biblioteca Nacional de Madrid, el Monestir de Sant Llorenç de l’Escorial, la Catedral de Màlaga, la Catedral de Jaca o la Catedral de Valladolid.
- Aprended oh flores, A la Virgen, a vuit veus
- Ay que cosas. Solo humano (1701?), cançó
- En la funesta sombra, cantata per a soprano i continu
- Nadales per cantar a la catedral de Còrdova, anys 1709, 1717, 1718, 1719, 1720, 1721, 1722, 1723, 1724, 1725, 1726, 1728, 1729, 1730, 1731, 1732, 1733, 1735, 1736, 1743, 1744, 1745, 1746, 1751[5]

Misses
- Cum complerentur
- Misa sobre el motete de Gloria
- Gaudent in caelis

Motets
- A la Ascensión
- A San Rafael
- A Los dolores de María

Salms
- Laudate Dominum
- Miserere
- In manus tuas Domine[1]